# Pterolophia ochreovittata
Pterolophia ochreovittata là một loài bọ cánh cứng trong họ Cerambycidae.